# Agaricus subrufescens
Agaricus subrufescens é uma espécie de cogumelo comestível da família Agaricaceae. É conhecido por vários nomes comuns incluindo Cogumelo Era Dourada, Cogumelo do Sol, Himematsutake, Royal Sun Agaricus, Cogumelo Amêndoa, Cogumelo da Vida, Cogumelo de Deus, Jisongrong entre outros nomes.  A. subrufescens é também conhecido por vários nomes científicos errados e obsoletos, como Agaricus blazei, Agaricus blazei Murrill, Agaricus brasiliensis, Agaricus sylvaticus or Agaricus rufotegulis. Diz-se que esta espécie possui propriedades medicinais auxiliando o sistema imunológico, sendo amplamente cultivada e comercializada.
Trata-se de um basidiomicete amplamente distribuído pelas regiões tropicais e subtropicais do planeta.

## Distribuição e habitat
Agaricus subrufescens tem distribuição cosmopolita, sendo encontrado principalmente em climas tropicais e subtropicais. Descrito originalmente no nordeste dos Estados Unidos, também foram encontrados crescendo nos estados da Califórnia e Havaí, assim como na Grã-Bretanha, Holanda, Israel, Taiwan e Brasil. Frutificam isolados ou em grupo em solos ricos e com material vegetal em decomposição, frequentemente em ambientes domésticos.

## Nomenclatura e taxonomia
Agaricus subrufescens foi descrito pelo botânico americano Charles Horton Peck em 1893 de amostras coletadas na costa leste dos Estados Unidos. Na década de 1970, foi descoberta no Brasil, mas os cogumelos foram mal identificados por Heinemann, como sendo da espécie Agaricus blazei descrita por William Murrill em 1945, originalmente na Flórida. Esses especímenes brasileiros também foram mal identificados como sendo da espécie Agaricus silvaticus em literatura comercial. E em 1999, Nauta descreveu amostras do Reino Unido, Holanda e Portugal, como uma nova espécie, Agaricus rufotegulis.
Em 2002, da Eira e colaboradores rejeitaram o nome A. blazei para a população do Brasil, e descreveram um novo nome científico para designar a espécie, A. brasiliensis. Contudo, o nome A. brasiliensis já estava ocupado por uma espécie descrita  por Elias Magnus Fries em 1830. Richard Kerrigan, em 2005, realizou testes genéticos e de interfertilidade em várias cepas e demonstrou que as amostras brasileiras chamadas de A. blazei e A. brasiliensis são geneticamente similares, e inter-férteis com, as populações norte-americanas de Agaricus subrufescens. Estes testes também demonstraram que os exemplares europeus denominados de A. rufotegulis pertenciam também a esta mesma espécie. Pelo princípio da prioridade do Código Internacional de Nomenclatura Botânica, Agaricus subrufescens, que é o nome mais antigo, é o nome científico válido para a espécie. Agaricus blazei Murrill é um nome científico válido, entretanto, para uma espécie diferente de cogumelo encontrado na Flórida; e Agaricus silvaticus Schaeff. é também válido, mas para um cogumelo de clima temperado das ilhas britânicas.

## Descrição
O chapéu é inicialmente hemisférico e posteriormente convexo, com um diâmetro de 5 a 18 cm, coberto de fibras semelhantes a seda, embora quando mais maduro, desenvolva pequenas escamas (escamuloso). A cor do chapéu pode variar desde o branco-cinza à marrom avermelhada baça; a orla do chapéu tipicamente fissura-se com a idade. A trama de Agaricus subrufescens é branca, e tem sabor a "nozes verde", com o cheiro de amêndoas. As lâminas não estão unidas ao estipe, são estreitas e apresentam-se muito juntas. Começam por ter cor esbranquiçada, depois rosada e, finalmente preto-marrom, quando os esporos ficam maduros. Os esporos elipsóides são, lisos, de púrpura-marrom escura, quando vistos microscopicamente, com dimensões de 6-7,5 por 4–5 mm. O estipe e tem 6 a 15 cm de altura e 1 a 1,5 cm de espessura, e bulboso na base. Inicialmente maciço, o estipe fica oco com a idade; é algodonado (flocoso) a escamoso na base. O anel é abundante e de camada dupla; dobra-se para baixo em direção ao pé, liso e esbranquiçado na parte superior, e coberto de escamas com aspecto de algodão na parte inferior.